# Pesniški ribnik
Pesniški ribnik leži ob cesti, ki vodi do Spodnjega Dobrenja. Globok je med dvema in tremi metri.
Ob ribniku stoji klopca kjer ljudje poleti radi sedijo in uživajo v senci. Okoli njega namreč raste veliko dreves. Pozimi pa se na njem drsajo. Ribnik je zavetje mnogim živalim; največ je žab in rib. Nekoč so njegovo vodo uporabljali za napajanje domačih živali.